# Mšeno (stacja kolejowa)
Mšeno – stacja kolejowa w miejscowości Mnichovo Hradiště, w kraju środkowoczeskim, w Czechach. Jest ważnym węzłem kolejowym o znaczeniu regionalnym. Znajduje się na wysokości 355 m n.p.m.
Jest zarządzana przez Správę železnic. Na stacji nie ma możliwości zakupu biletów, a obsługa podróżnych odbywa się w pociągu.

## Linie kolejowe
- 076 Mladá Boleslav - Mělník